# Crack (phần mềm)
Crack là một động từ và cũng là một danh từ được chuyên gia máy tính IT hay sử dụng đến. Hành động crack có nghĩa là làm cho một sản phẩm phần mềm trả phí (có bản quyền) có thể sử dụng miễn phí.
Đừng nhầm lẫn bản crack với bản vá:
- Bản vá là việc sửa đổi một ứng dụng (phần mềm, trò chơi điện tử, v.v.) để cung cấp các tính năng mới, sửa lỗi hoặc sửa đổi hoạt động của nó. Thông thường, bản vá được cung cấp bởi người tạo phần mềm;
- Crack là một loại bản vá đặc biệt vì nó không phải là bản vá chính thức và ứng dụng của nó không được nhà xuất bản phần mềm liên quan cấp phép.

## Cách thức
Những hành động đó thường được giao cho một phần mềm có dung lượng nhỏ thực thi và nó sẽ rất phức tạp để tạo ra 

## Các loại Crack
Crack thông thường có năm loại:
- Serial: Serial được tạo từ một chuỗi các kí tự (gồm chữ cái, số...) mà rất nhiều phần mềm đòi bạn nhập vào để đăng kí. Các kí tự của dãy serial trông có vẻ vô nghĩa nhưng thực chất nó tuân thủ theo một quy luật hay một thuật toán nào đó mà chỉ có người tạo ra biết được. Số serial được tạo ra thường rất dài, khó đoán để cho người dùng không thể mò ra được. Để biết số serial người dùng cần phải mua.

Ưu điểm: Đặc điểm nổi trội của dùng Serial là không lo bị nhiễm Malware vì người sử dụng serial chỉ dùng các kí tự để đăng kí mà không phải sử dụng phần mềm khác.
Nhược điểm: Thông thường, serial được cung cấp trên mạng được rất nhiều người sử dụng. Chính vì thế, chúng rất dễ bị chặn, nhất là đối với những chương trình sử dụng Internet. Mỗi khi bạn kết nối Internet phần mềm sẽ cập nhật từ máy chủ những số Serial "chùa" và sau đó khóa chúng.
- Trình tạo serial (Key Generator ): Là những phần mềm tạo ra số serial. Chúng lợi dụng kẽ hở của phần mềm để tìm ra quy luật, thuật toán tạo số Serial. Vì thế các Key Generator có thể cung cấp cho bạn nhiều mã Serial khác nhau tùy theo cách bạn nhập vào.

Ưu điểm: Không cần phải tra tìm những serial có trên mạng, bạn có thể tạo một số serial giả trên trình tạo serial.
Nhược điểm: Rất dễ bị dính mã độc, giống như nhược điểm của serial. Những trình tạo serial này tạo ra serial giả và có thể bị chặn bởi máy chủ của phần mềm.
- Tệp tin.reg: Là một tệp tin có đuôi ".reg". Khi chạy tệp tin này, thông tin sẽ được thêm vào Registry của Windows và biến phần mềm thành đã được đăng kí. Hầu hết bạn chỉ cần chạy tệp tin này là xong, nhưng đối với một số trường hợp khác bạn phải thực hiện thêm một số bước để hoàn thành.
- Loader: Người ta sẽ chạy chương trình này trước mỗi khi cần sử dụng phần mềm. Loader sẽ biến chương trình thành đã được đăng kí, và mỗi lần sử dụng bắt buộc lại phải chạy Loader trước. Hiện nay xuất hiện rất ít loại này
- Patch: Patch có nghĩa là bản vá. Nguyên tắc hoạt động của nó là tác động vào chương trình nguồn (sửa chữa cấu trúc, mã nguồn) biến nó thành đã được đăng kí mà không cần phải nhập serial. Đối với loại này, người sử dụng thường phải sao chép nó vào thư mục cài đặt phần mềm. Thông thường, người sử dụng cần phải chạy phần mềm Patch trước rồi chọn nút Patch. Kết quả sẽ hiện lên sau khi Patch xong và có thể sẽ cần phải tắt phần mềm trước khi sử dụng Patch vì không thể tác động vào 1 tập tin khi nó đang chạy. Nguyên tắc hoạt động của Patch khá giống Virus do tác động vào chương trình nguồn nên thường bị trình diệt Virus thông báo là Malware. Chính vì thế, sử dụng Patch có thể nói là con dao hai lưỡi. Nếu như Patch chất lượng (không bị chặn serial), nhưng gặp Patch xấu thì rất có thể máy tính sẽ nhiễm Malware.[1]

## Mục tiêu
Chúng thường hành động với các loại phần mềm:
- Thương mại, giới hạn tính năng sử dụng cho đến khi phải mua bản quyền. Tuy nhiên, có vài phần mềm crack cũng khuyến cáo rằng: "Nếu bạn ùng hộ nhà sản xuất, hãy mua phần mềm của nhà sản xuất đó".

## Nguy hiểm cho máy tính
Crack thường mang theo virus, spam và spyware xuống máy tính khi chúng được tải xuống. Vì vậy, các phần mềm diệt virus thường coi chúng cũng là virus.
Chưa kể, thời gian gần đây ghi nhận nhiều cuộc tấn công mạng vào các hệ thống được xem là rất an toàn, như trang Developer của Apple, trang Support của Viber. Còn tại Việt Nam, đáng chú ý là những cuộc tấn công từ chối dịch vụ (DDoS) vào các tên miền www.tuoitre.vn, www.vietnamnet.vn, www.dantri.com.vn,... Nói tới những cuộc DDoS này, các hacker khó có thể thực hiện thành công nếu không lợi dụng hàng triệu máy tính bị nhiễm độc trên toàn cầu. Điều đó có nghĩa hacker sẽ ngồi từ xa gửi một lệnh tổng tấn công đến tất cả các máy tính mà họ điều khiển được, từ đó hàng triệu lượt truy cập cùng lúc sẽ đánh sập bất kỳ một trang web nào mà họ muốn.

## Cracker - Người tạo ra crack
Những phần mềm đó do những người gọi là Cracker tạo ra. Họ là những nhà lập trình, những cảnh sát mạng, chuyên gia IT,... Họ thường ở trong một forum (hay còn gọi là warez) và hoạt động bí mật.

## Vi phạm pháp luật
Crack là một hành vi, vi phạm bản quyền, người tạo ra và sử dụng crack có khả năng bị truy tố trước pháp luật (nhất là những doanh nghiệp lớn), nhưng phần lớn crack được sử dụng mà không gặp phải khó khăn gì.
Tháng 3-2014, một doanh nghiệp nước ngoài kinh doanh tại Việt Nam bị khởi kiện và phải bồi thường do sử dụng phần mềm máy tính bất hợp pháp, buộc phải cam kết thực hiện mọi yêu cầu đặt ra từ Microsoft và Lạc Việt, bao gồm công khai xin lỗi, bồi thường thiệt hại 100% giá trị phần mềm vi phạm, trị giá hơn một tỷ đồng. Điều đáng nói là, đây là vụ kiện đầu tiên liên quan đến vi phạm bản quyền trong lĩnh vực phần mềm sau hơn chín năm chỉ áp dụng mức phạt hành chính.